# Schöftland
Schöftland (gsw. Schöftle) – gmina (niem. Einwohnergemeinde) w północnej Szwajcarii, w kantonie Argowia, w okręgu Kulm. 31 grudnia 2014 liczyła 4180 mieszkańców.